# Sigma Tauri

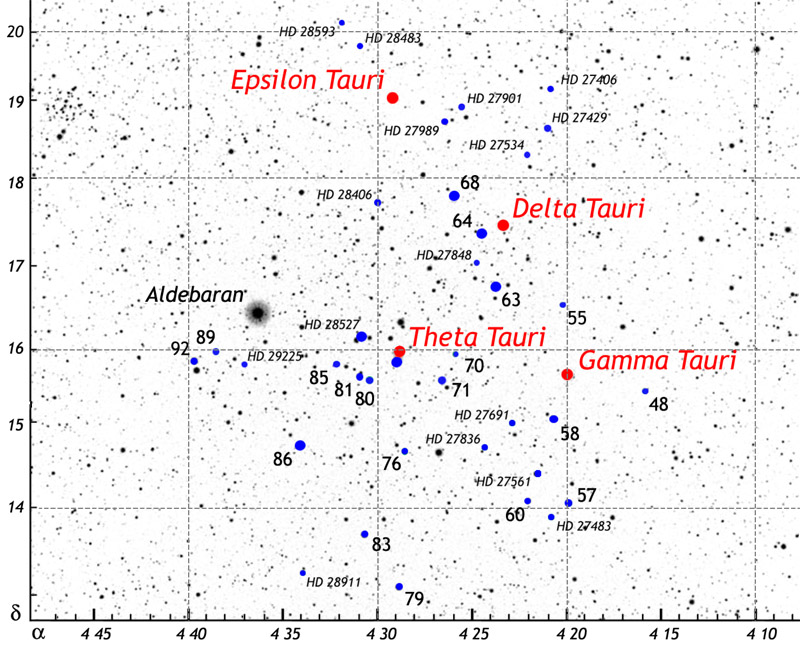
Die Hyaden mit θ Tauri im Zentrum und σ Tauri (Nr. 92) am Ostrand

Sigma Tauri (astronomische Kurzbezeichnung σ Tau oder 92 Tauri) ist ein Stern 5. Größe im Stier (Taurus, nördlicher Tierkreis) und steht am Ostrand des V-förmigen Sternhaufen der  Hyaden. Er befindet sich knapp 1° südöstlich des rötlichen Riesensterns Aldebaran (α Tauri), der aber weit hinter dem  Sternhaufen steht.
σ Tauri ist ein weiter, schon mit freiem Auge erkennbarer optischer Doppelstern. Seine Komponenten σ¹ und σ² haben einen Winkelabstand von 430" (0,12°) und Helligkeiten von 4,8 bzw. 5,1 mag. Basierend auf Parallaxenmessungen ist σ¹ Tauri etwa 147 Lichtjahre von der Sonne entfernt, während σ² Tauri 156 Lichtjahre entfernt ist.
σ¹ Tauri ist ein spektroskopisches Doppelsternsystem mit einer Umlaufzeit von 38,95 Tagen und einer Exzentrizität von 0,15. Die sichtbare Komponente ist ein Am-Stern mit der Klassifikation A4m, was bedeutet, dass es sich um einen chemisch pekuliären Stern vom Typ A handelt. Er dreht sich mit einer projizierten Rotationsgeschwindigkeit von 56,5 km/s. Der Stern hat die 1,9fache Masse der Sonne und strahlt bei einer effektiven Temperatur von 8.470 K das 14,7fache der Leuchtkraft der Sonne aus seiner Photosphäre. Obwohl er in der Richtung des Hyadenhaufens liegt, folgt aus Parallaxenmessungen, dass er kein Mitglied des Haufens ist.
σ² Tauri ist ein A-Typ-Hauptreihenstern mit der Klassifikation A5 Vn. Der Zusatz „n“ weist darauf hin, dass die Linien aufgrund der schnellen Rotation diffus sind, und tatsächlich dreht er sich mit einer projizierten Rotationsgeschwindigkeit von 128 km/s. Der Stern ist schätzungsweise 258 Millionen Jahre alt und hat die 1,7fache Masse der Sonne. Seine Photosphäre strahlt mit dem 22,5fachen der Leuchtkraft der Sonne bei einer effektiven Temperatur von etwa 8.165 K. Der Stern wird zum Hyadenhaufen gezählt.
Der Doppelstern eignet sich als Augenprüfer, ähnlich wie der wenige Grad entfernte, etwas hellere Theta Tauri mit 337" Winkeldifferenz.